# 陳元達
陳 元達（ちん げんたつ、? - 316年）は、中国の五胡十六国時代の漢（後の前趙）の官吏。字は長宏。匈奴後部の出身。新興郡（現在の山西省忻州市）の人。元の姓は高氏。漢文化の教養を持っていた。

## 生涯
匈奴後部の族長の子として生まれた。誕生した月が父と同じであったため、父の禁忌を避けるため、「陳」に改姓した。
幼い時から志が高く、節義があったという。少年時代に両親を失い、貧しい生活を送った。そのために指導者を失った彼の部族は四散した。彼は故郷から近い晋陽で、農耕や狩猟で生計を立てながら生活を送った。40歳を超えても人々と接触せずに、学問に没頭した。時は西晋末期の波乱に満ちた乱世であった。

### 劉淵の時代
304年、同郷の劉淵が西晋の左賢王になると、陳元達の評判を聞いて、同じ匈奴ということもあり、陳元達を招聘した。しかし、陳元達はすぐに応じなかった。
しばらくした後、人々は不審に思って陳元達に「貴公はなぜ左賢王（劉淵）の招聘に応じないのか。それが無礼だと感じないのか」と言った。しかし陳元達は「左賢王は大志を持ったお方だ。問題はない。以前私が左賢王に応じなかったのは、仕官する時期が熟していないと思ったからだ。私は昔から左賢王を知っているし、左賢王も私のことを理解なされている。恐らく2・3日後に、左賢王からの書状届けを持参した使者が私のもとに派遣されるだろう」と言った。当日の夕方に劉淵の使者が陳元達のところに派遣されて、彼を黄門侍郎に任官する旨を伝えた。人々は驚愕し「陳元達は聖人なのか」と言いあった。
劉淵は陳元達が自分の下に来たことを喜び、すぐに面会した。劉淵は「陳元達よ、そなたがもっと早く私のもとに仕官していたら、今ごろは要職に就けられただろうに」と言った。陳元達は「私の考えとしては、人はさまざまの事情があります。その事情の条件に適することが大事であり、それを満たないのは状況の機会から反れてしまいます。たしかに私が早く仕官すれば、今ごろは左賢王さまから、九卿などの要職に就けられたでしょう。しかし、現在の私はその任務にとても堪えられません。故に私はあえて左賢王さまからの招聘に応じませんでした。自分の身分に相応する官職があれば十分であり、おかげで左賢王さまは私に過度の官職を任命せずに済みました。私はこれ以上の官職は必要とはしません。左賢王さまとの関係が円満であれば十分です」と言った。これを聞いた劉淵は大いに満足して、陳元達を優遇した。以降も陳元達は劉淵のよき相談役となり、同年10月の漢の建国に大いに貢献した。この後も、陳元達はたびたび献策を行った。また、勅書の草稿を仕上げたりもしたが、その内容は劉淵の子弟が相手であっても洩らすことがなかった。 

### 劉聡の時代
310年7月、劉淵が没し長男の劉和が立つも、間もなく異母弟の楚王劉聡の謀反によって、妻と息子共々殺害され、劉聡が皇帝に即位した。劉聡は亡父の代からの老臣である陳元達を廷尉に任命した。
陳元達は剛直の士であり、常に劉聡に直言を繰り返した。劉聡はいつも陳元達へ「朕が卿を恐れさせているのではなく、逆に卿が朕を恐れさせているのではないかな」と冗談を言っていた。陳元達は、叩頭して劉聡に謝し「臣が聞きまするに、臣下を師とする者は王となり、臣下を友とする者は覇に昇ると。臣はまことに暗愚で、見るべきところのない人間です。しかし陛下は、斉の桓公が管仲を用いたのと同じ美徳で、臣を用いて下さいました。故に臣は愚鈍ながらも忠を尽くさせてもらっています。かつて、前漢の武帝は臣下の話をよく聞き、国を栄えさせました。夏の桀王や殷の紂王は、諫言した人を誅殺し、周の幽王や厲王は、誹謗に耳を傾けました。故に、夏・殷・周は、その後3代のうちに滅びました。陛下は、殷・周の過ちを遠い話と思わず、漢の美徳を模範としてくださいますよう。そうなされば、天下には幸いが訪れ、群臣はゆとりを知る事でしょう」と述べた。
313年3月、劉聡は劉娥を皇后に立てると、彼女のために皇儀殿を建造すると宣言した。
陳元達は難く諫めて「臣は、古代の聖王というものは国を家の如く愛し、そのために天がこれを子のように助けるのだと聞きおよんでおります。天が民に君主を立てるのは、父母となりてこれに刑賞するためであって、億兆の民を一人に奉仕させるためでは決してございません。 秦は非道をなして人民を草芥のように見ていたため、天によって命脈を断たれたのです。そのため、漢によって人々は休息を得て希望を持つことができたのです。わが高祖光文皇帝は民のために心を痛められ、それが故に自らも、先皇后も質素に振る舞われ、南北宮を建てた時も、群臣の請願があってはじめて行ったのです。今や光極殿で充分であるのに、昭徳・温明以後六宮まで至りました。陛下が即位されて以来、外は二京（洛陽・長安）を攻撃しながらも内にあっては宮殿四十カ所余りを建立されております。飢饉疾疫が重なって死者が続出し、外において兵は疲労し内においては人が怨みを抱いているのに、どうしてこれが父母の振舞いと言えるでしょうか。晋は滅んだとは言え、残党は西は漢中・南は江南に拠り、李雄は巴蜀を占有し、王浚・劉琨は隙を窺い、石勒・曹嶷からの朝貢も次第に疎遠となってきております。伏して詔を聞きますに、新たに中宮を立てられるとのことですが、臣らにとって誠に楽しみとするところです。ですが、いまだに大難がまだ平定されておらず、今は宮殿を造営すべきではありません。臣が聞くところによれば太宗（文帝）が高祖（劉邦）の事業を継いだ時は、恵呂（恵帝・呂雉）の後であり、四海の富・天下の繁栄がありながらもなお百金の費えを惜しんで不朽の業をなしたのです。陛下の有する地は太宗に遠く及びません。戦守の備えも、太宗の時のように匈奴と南越だけではないのです。それなのに、宮室の奢侈がここまでに至りました。臣が敢えて死を恐れずに申し上げるのは不測の禍をおそれるからです」と述べた。
これを聞いた劉聡は激怒して「朕は万事の主となって一宮殿の造営をするのに、どうして汝のような鼠子に問うことがあろうか。この男を殺さねば朕の心は乱れたままで、朕の宮殿も完成などするまい。その妻子とともに引き出して斬り、東市にさらしてから鼠と一緒に穴に埋めてしまえ」と汚く罵り、陳元達の妻子とともにこれを処刑しようとした。この時、逍遙園に李中堂があったが、陳元達は李中堂下の樹にしがみつくと「臣の申し上げるところは社稷の計であるのにもかかわらず、陛下が臣を誅殺されるならば、上は天に訴え、下は先帝に訴えます。朱雲はかつて『臣は地下において龍逢や比干と知り合うことが出来れば満足です』と言いましたが、陛下は誰と知り合うことになるのでしょうか」と叫んだ。陳元達は鎖を腰に下げており、鎖を樹に巻きつけていたために、劉聡の左右の者が連れ出そうとしても動かなかった。劉聡の庶長子の太宰の劉易・大司徒の任顗・光禄大夫の朱紀と范隆は出血するまで叩頭して諫め、武宣皇后（劉娥）も手紙を送って陳元達の助命を嘆願したため、劉聡はようやく過ちに気づいた。劉聡は陳元達を引を召し寄せると謝罪し、劉娥の手記を手渡した。そして「外では公のような者が支え、内では后（皇后）が助ける。朕には何の憂いもありはしないな」と語った。
314年1月、流星が牽牛から出て紫微へ入り、その光は地まで届いて平陽の北へ落ち、地面に激突した流星は肉となった。劉聡はこれが気になって群臣に問うたところ、陳元達は「星変の異常は、禍行の兆しと言われます。臣は、後宮に三后を立てた事が原因ではないかと恐れております。願わくは、陛下がこれを慎まれる事を」と答えた。すると劉聡は「流星は陰陽の理だ。人事には何の関わりもないであろう」と返した。 だが、それから数日して、皇后劉娥が亡くなった。これ以後、劉聡の女漁りは益々激しくなり、後宮から秩序がなくなった。
劉聡は皇后靳月光を上皇后とし、貴妃劉氏を立てて左皇后とし、右貴妃靳月華を右皇后とした。陳元達はこの立后について言葉を尽くして諫めたが、劉聡はこれを不快に思い、陳元達を右光禄大夫に任じ、表向きは賢人を優遇することを示しながら、実際にはその権限を奪った。太尉の范隆・大司馬の劉丹・大司空の呼延晏・尚書令の王鑒らが皆上表し、自らの地位を陳元達に譲ってでも、この人事を止めるよう懇願した。これを受けた劉聡は、仕方なく陳元達を御史大夫・儀同三司に任じた。
315年、陳元達は上皇后靳月光に淫行の行為があったことを上奏した。劉聡は靳月光を特に寵愛していたが、陳元達の勢を考慮して皇后から廃した。間もなく靳月光は恥じ入って自殺すると、劉聡はその容姿を追思し、陳元達を怨んだ。これ以降、劉聡と靳月光・靳月華の父である靳準は陳元達と不仲になった。
316年2月、劉聡が自分の腹心である宦官の王沈を中常侍に任命して重用した。陳元達は太宰の劉易・大将軍の劉敷・金紫光禄大夫の王延らとともに参内して、劉聡を諌め「今、王沈らは常伯の位にあって生殺与奪の権を握り、その勢威は海内（国内）を傾むかせるほどます。その愛憎によって詔を偽り、内にあっては陛下に諂い、外にあっては相国を佞しております。その威権は人主（君主）と変わらず、王公でさえ目を側め、卿宰ですら望塵の拝をとっております。彼らは人の推挙にも影響を及ぼし、実のある選挙が行われることはなくなりました。そのために、士卒は自らを取り上げるために、政治では賄賂が横行するようになり、姦徒が集まり忠善が毒されるようになりました。王琰らは忠臣であり、彼らが忠節を陛下に尽くしていることから、王沈らは自らの姦事が露見することを恐れて極刑に陥れたのです。陛下が賢察を垂れずに誅戮を加えてしまい、怨念は穹蒼に轟き、痛念は九泉に至り、悲嘆は四海に響き、賢愚はともに恐れ慄いております。王沈らはみな刑余の身（宦官の事）であり、恩に背いて義を忘れる輩です。どうして士人や君子のように恩を感じることがあるでしょうか。陛下はなぜこれらを親しく近づけ、任用されているのでしょうか。昔、斉の桓公が易牙を任用した事により乱を招き、蜀漢の孝懐帝（劉禅）が黄皓を任用して滅びを招いたことがありましたが、これらは悪い前例です。ここ数年、地震や日蝕があり、血雨や火災があったのも全て王沈らが原因です。願わくは凶悪の者が刑事に参与する流れを断ち、尚書・御史に朝廷の万機に当たらせ、相国・公卿と五日に一日は政事について議し、大臣にはその言を包み隠さず発言させ、忠臣にはその意を通させますように。今、晋の残党は平定されず、巴蜀の地は従わず、石勒は趙・魏の地に割拠する意思をひそかに持ち、曹嶷は全斉の地に王たらんという心を抱いている上に王沈らが大政を乱しております。陛下の心腹四肢で患いがない箇所はありません。王沈らの官を免じ、有司に付して罪を裁かれますように」と上奏した。
劉聡はこの上表文を王沈らに見せると「汝らは陳元達の話によると痴れ者らしいぞ」と笑って言い、そのまま対応することなく横になった。王沈は頓首して涙を流し「臣らは小人であって陛下の抜擢を受けましたが、王公朝士は臣らを仇のように憎んでおり、また深く陛下の事も恨んでおります。どうか臣らを廃して廷内の上下の和を結ばれますように」と言った。劉聡は「この文は偽りであり、卿はどうして恨まれることがあるというのか」と答えた。さらに太子の劉粲に問うと、劉粲は王沈らが王室に忠誠を尽くしていると盛んに称賛した。劉聡はこれを大いによろこび、王沈らを封じて列侯とした。
なおも陳元達は劉易と共に再び上疏して固く諫めたが、劉聡は激怒してその上表文を破り捨ててしまった。
3月、劉易は父の行為に悶えて憤死した。劉易はもともと忠義実直な人間で、陳元達が劉聡と諫争する時はいつも助けられていた。その為、劉易が死んだと知ると「人がいなくなると国は滅びる。我にはもう何も言えない。これ以上黙々と生を盗んでどうなるだろうか」と慟哭し、自宅に帰ると自殺した。陳元達が死ぬと、人々はみな冤罪を哀しんだという。

## 参考資料
- 『晋書』載記第2　劉聡載記
- 『資治通鑑』巻084-089